# Rosoman (kommun)
Rosoman (makedonska: Росоман, albanska: Komuna e Rosomanit) är en kommun i Nordmakedonien. Den ligger i den centrala delen av landet, 70 km sydost om huvudstaden Skopje. Antalet invånare är 4 141. Arean är 133 kvadratkilometer.
Följande samhällen finns i kommunen Rosoman:
- Rosoman
- Sirkovo
- Manastirec
- Palikura
- Trstenik
- Debrište
- Kamen Dol